# Young Scamps
Young Scamps è un cortometraggio muto del 1907 diretto da Lewin Fitzhamon.

## Trama
Un vecchio frusta dei ragazzi e viene spinto dentro un pozzo di carbone,

## Produzione
Il film fu prodotto dalla Hepworth.

## Distribuzione
Distribuito dalla Hepworth, il film - un breve cortometraggio di 30 metri - uscì nelle sale cinematografiche britanniche nel maggio 1907.
Si conoscono pochi dati del film che, prodotto dalla Hepworth, fu distrutto nel 1924 dallo stesso produttore, Cecil M. Hepworth. Fallito, in gravissime difficoltà finanziarie, il produttore pensò in questo modo di poter almeno recuperare il nitrato d'argento della pellicola.